# Худа Яма
Худа Яма (словен. Huda Jama) — поселення в общині Лашко, Савинський регіон, Словенія. Висота над рівнем моря: 335,8 м. 